# 光華渦螺
光華渦螺（学名：Fulgoraria glabra）为渦螺科閃電渦螺屬下的一个种。